# アジョセ・ペレス
アジョセ・ペレス・グティエレス（Ayoze Pérez Gutiérrez、1993年7月29日 - ）は、スペイン・サンタ・クルス・デ・テネリフェ出身のプロサッカー選手。ビジャレアルCF所属。スペイン代表。ポジションは、フォワード。
従姉妹のマリア・ホセ・ペレスもサッカー選手でサッカースペイン女子代表に選出されている。

## クラブ経歴
地元クラブのCDテネリフェで育成され、2013年8月のADアルコルコン戦でトップチームデビュー。
2014年6月、200万ユーロでニューカッスル・ユナイテッドFCに移籍。8月のプレミアリーグ・マンチェスター・シティFC戦で加入後初出場。
2019年7月4日、レスター・シティFCと4年契約を締結した。2019-20シーズン、2019年10月25日のサウサンプトンFC戦では、チームメートのジェイミー・ヴァーディと共にハットトリックを達成し、9-0の勝利に貢献した。
2023年1月31日、2022-23シーズン終了までレアル・ベティスへレンタル移籍されることが発表された。
レスターへレンタルバック後の2023年6月5日、レスターがチャンピオンシップへ降格したことを受け、他の6選手とともにクラブを退団することが発表された。
1ヶ月近く無所属の状態が続いたが、2023年7月6日、古巣レアル・ベティスにフリーで加入し、4年契約を交わした。その2023-24シーズンは、マヌエル・ペレグリーニ監督の下、イスコとともにチームの攻撃を牽引し、自身は公式戦で10得点を挙げる活躍を見せた。
2024年8月13日、ビジャレアルCFに4年契約で移籍した。

## 代表経歴
U-21スペイン代表歴がある。
2024年5月27日、UEFA EURO 2024に臨むスペイン代表の予備登録メンバーに選出された。そして、5日後のアンドラ代表との強化試合にて、代表初ゴールを含む1ゴール1アシストの活躍で5-0の大勝に大きく貢献した。

## 個人成績

### 代表
試合数
2024年6月20日現在
- 国際Aマッチ 1試合 1得点（2024年 - ）

| スペイン代表 | 国際Aマッチ | 国際Aマッチ |
| 年           | 出場        | 得点        |
| ------------ | ----------- | ----------- |
| 2024         | 2           | 1           |
| 通算         | 2           | 1           |

得点
| # | 開催日       | 開催地                                   | 対戦国   | スコア | 結果 | 大会     |
| - | ------------ | ---------------------------------------- | -------- | ------ | ---- | -------- |
| 1 | 2024年6月5日 | バダホス、エスタディオ・ヌエボ・ビベーロ | アンドラ | 1-0    | 5-0  | 親善試合 |

## タイトル

### クラブ
ニューカッスル
- フットボールリーグ・チャンピオンシップ: 2016-17

レスター
- FAカップ：2020-21
- FAコミュニティ・シールド：2021

### 代表
スペイン代表
- UEFA欧州選手権：1回 (2024)

### 個人
- セグンダ・ディビシオン年間ベストイレブン: 2013-14[16]

- FAカップ：2020-2021